# Ástor García
Ástor García Suárez (Oviedo, 1978) is een Spaanse communistische politicus en leraar. Hij werd in 2019 de secretaris-generaal van de Communistische Partij van de Werkers van Spanje.

## Levensloop

### PCPE
García studeerde rechten aan de Universiteit van Oviedo en begon zijn communistisch activisme begin 2000 door deel te nemen aan de studentenprotesten tegen de Organieke wet op universiteiten (LOU). Bij de gemeenteraadsverkiezingen van 2007 stond hij op de lijst van de Communistische Partij van de Volkeren van Spanje (PCPE) voor het burgemeesterschap van Oviedo. Kort daarna werd hij politiek verantwoordelijk voor de PCPE in La Rioja en lid van het Centraal Comité. Bij de algemene verkiezingen van 2008 was hij de lijsttrekker voor het Congres in de provincie La Rioja. Hij was ook de lijsttrekker van de PCPE bij de regionale verkiezingen voor het parlement van La Rioja in 2011 en 2015.
In 2017 vond er een splitsing plaats binnen de PCPE, waarbij een deel van de partij Ástor García verkoos tot nieuwe secretaris-generaal ten koste van Carmelo Suárez, die sinds 2002 de functie bekleedde. García kreeg steun van bijna alle Collectieven van de Communistische Jeugd en diverse regionale organisaties van de partij, maar niet van het Centraal Comité, dat grotendeels Carmelo Suárez bleef steunen en García's verkiezing als een "afsplitsingsdaad" beschouwde. 220 leden van de PCPE en Collectieven van de Communistische Jeugd ondertekenden een document ter ondersteuning van de beslissingen onder leiding van García en sloten een vijfpuntenakkoord ter verdediging van de partij. Verschillende regionale organisaties, waaronder Baskenland, Asturië, Cantabrië, Galicië, Madrid, de Balearen, de Canarische Eilanden, Castilië en León, en delen van Catalonië, spraken ook hun steun uit voor de nieuwe leiding. Internationaal gezien ondersteunden de Communistische Partij van Mexico, de Communistische Partij van Griekenland (KKE), de Arbeiderspartij van Oostenrijk en de Communistische Partij van Italië Ástor García als secretaris-generaal van de PCPE. Ze organiseerden ook gezamenlijke evenementen met de Communistische Partij van Turkije. Tijdens een Centrale Conferentie werd besloten een buitengewoon elfde congres te houden, dat in november 2017 plaatsvond onder het motto "Voor een land voor de arbeidersklasse, versterken we de PCPE".

### PCTE
Op 3 maart 2019 werd de kwestie van de dubbele naam uiteindelijk wettelijk opgelost. De fractie onder leiding van Ástor García nam de nieuwe naam aan: de Communistische Partij van de Werkers van Spanje (PCTE). Sindsdien is hij de secretaris-generaal.
In maart 2019 werd hij unaniem door het Centraal Comité van de PCTE gekozen als presidentskandidaat voor de algemene verkiezingen van april dat jaar, waarbij hij de lijst voor het Congres in de provincie Madrid aanvoerde.
Bij de Europese Parlementsverkiezingen van 2019 leidde hij de lijst van de PCTE en behaalde 19.081 stemmen (0,09%).